# Гицель
Ги́цель (через пол. hycel від нім. hitzel, пов'язаного з hetzen — «цькувати») — особа, що займається відловлюванням безпритульних тварин: кішок, собак. Слово також вживається як лайливе, оскільки професія гицеля непопулярна в народі, хоча саме мешканці міст звертаються за допомогою до гицлів, коли їм загрожують безпритульні тварини, що занадто розплодилися.
Ще з часів Австро-Угорської імперії для відловлювання тварин гицелі користувалися зашморгом на кінці довгої палиці, який накидають на шию тварини. Завдяки палиці звір не може вкусити гицля. Тварин, як правило, вбивали за допомогою електричного струму напругою 500 вольт, що підводили до носа — вологої частини тіла тварини, що добре проводить електричний струм.
У Львові робили спроби позбуватися безпритульних тварин за допомогою отруйних таблеток. Але цей метод має кілька недоліків: від таблеток тварина конає кілька хвилин, і вони досить дорогі, що неекономно, оскільки щороку в місті відловлюють до 2 000 тварин.
Деякі зоозахисники вважають, що жорстока професія гицеля може бути гуманізованою завдяки практиці масової стерилізації безпритульних тварин, що широко та результативно використовується у деяких країнах Західної Європи (Греція, деякі райони Іспанії, окремі округи ряду країн Балканського півострову). Цей метод, щоправда, не вирішує проблеми свідомості громадян, що відмовляються від своїх домашніх улюбленців, таким чином сприяючи поповненню лав безпритульних тварин на вулицях.